# جگوار ایکس‌کی‌اس‌اس

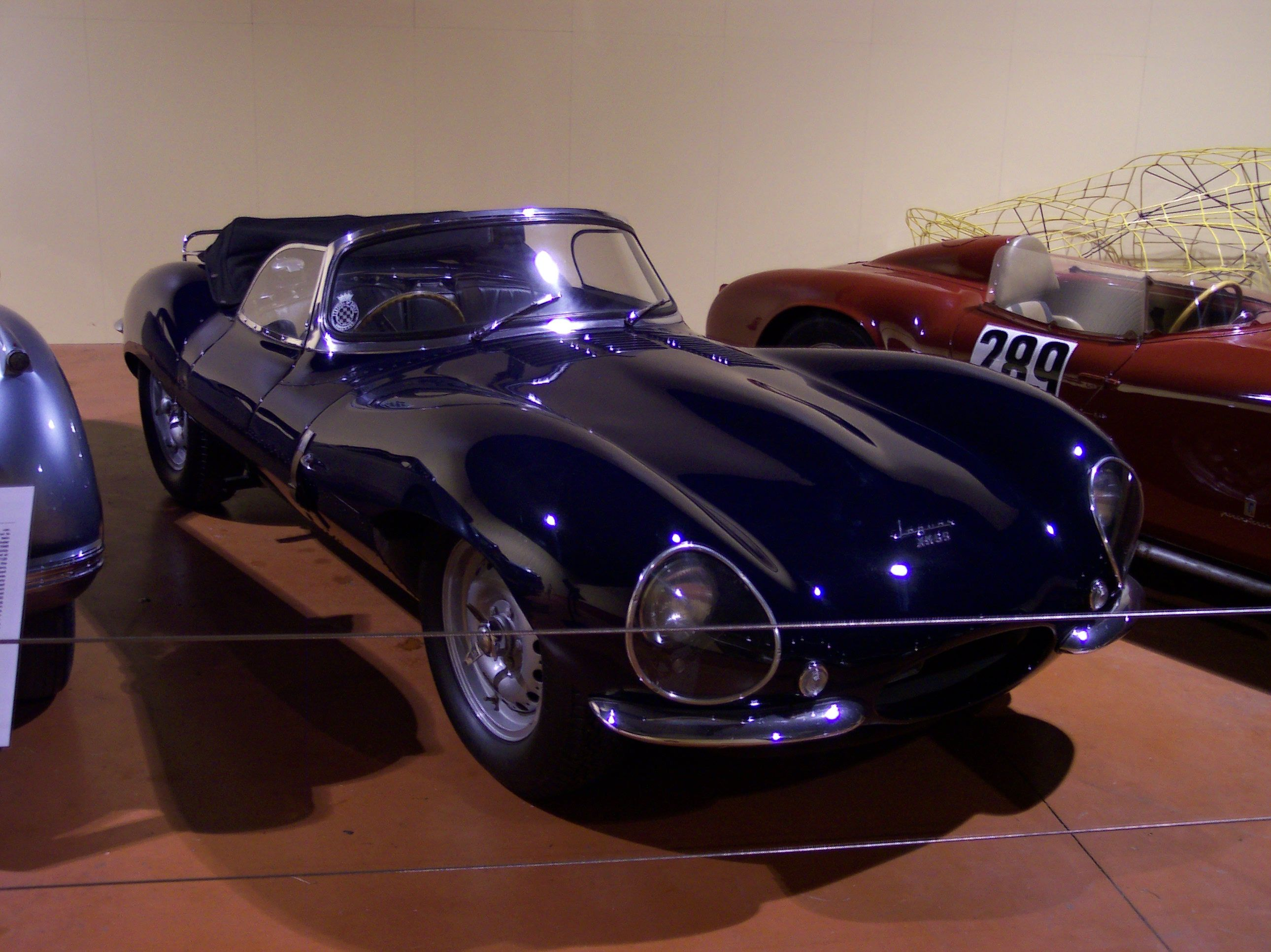

جگوار ایکس‌کااس‌اس (Jaguar XKSS) خودرویی است که در سال‌های ۱۹۵۷تولید شده‌است.
این خودرو در کلاس خودرو اسپورت قرار گرفته، طول آن در حالت طبیعی ۳٬۹۹۰ میلیمتر (۱۵۷٫۱ اینچ)، عرض آن در حالت طبیعی ۱٬۶۶۰ میلیمتر (۶۵٫۴ اینچ)، ارتفاع آن در حالت طبیعی ۱٬۱۲۰ میلیمتر (۴۴٫۱ اینچ) و  وزن آن در حالت طبیعی ۹۲۱ کیلوگرم (۲٬۰۳۰ پوند)  است. سیستم جعبه‌دندهٔ آن به صورت دستی است.